# Malaise (ruisseau)
Pour les articles homonymes, voir Malaise.
La Malaise est un petit ruisseau de Belgique, dans le Brabant wallon, affluent du Ry Angon, donc sous-affluent de l'Escaut par la Dyle et la Rupel. 

## Géographie
Elle traverse le lac de Louvain-la-Neuve avant de se jeter dans le Ry Angon (affluent de la Dyle), au bois des Rêves.

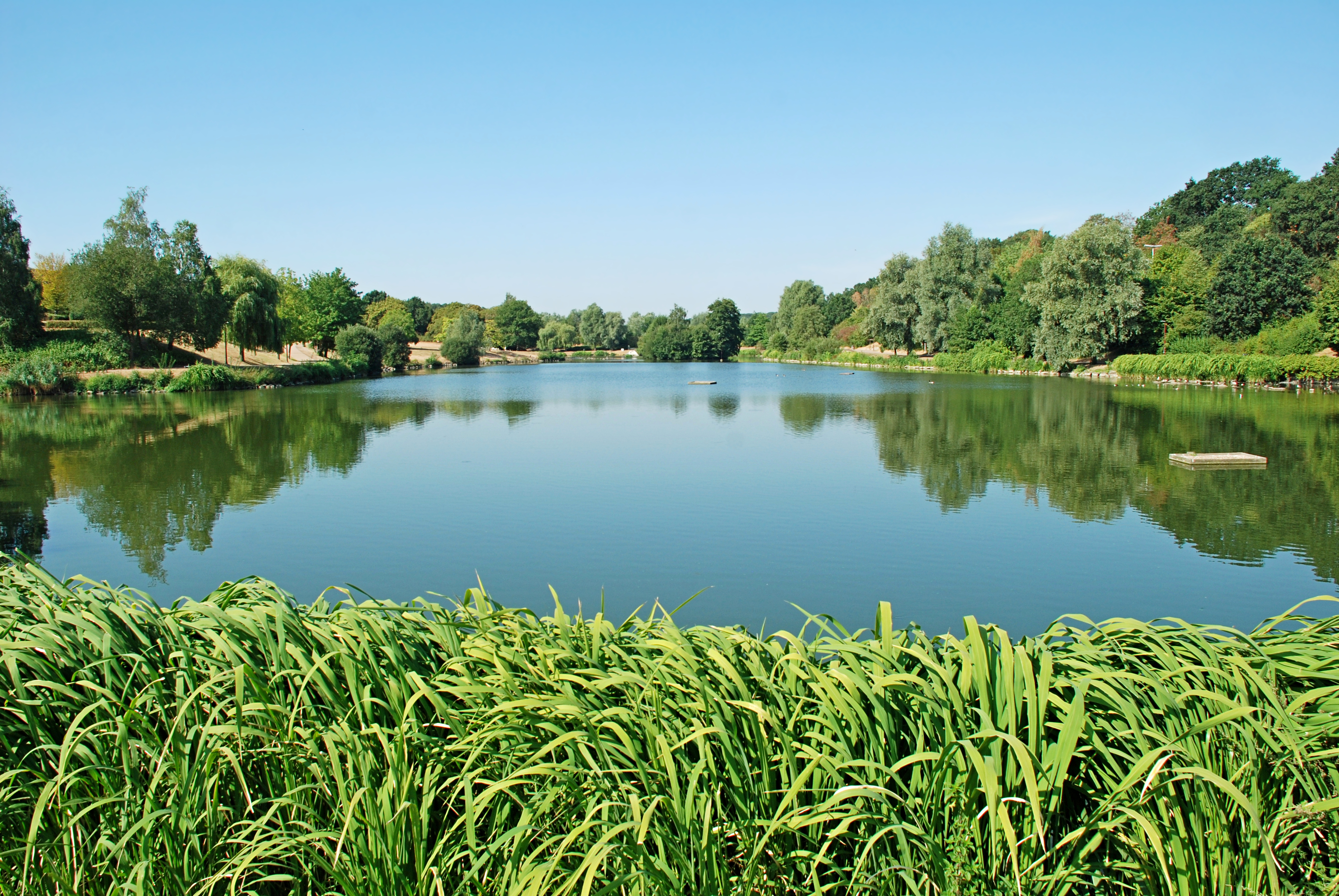
Le lac de Louvain-la-Neuve d'où vient la Malaise.